# Противолодочная оборона

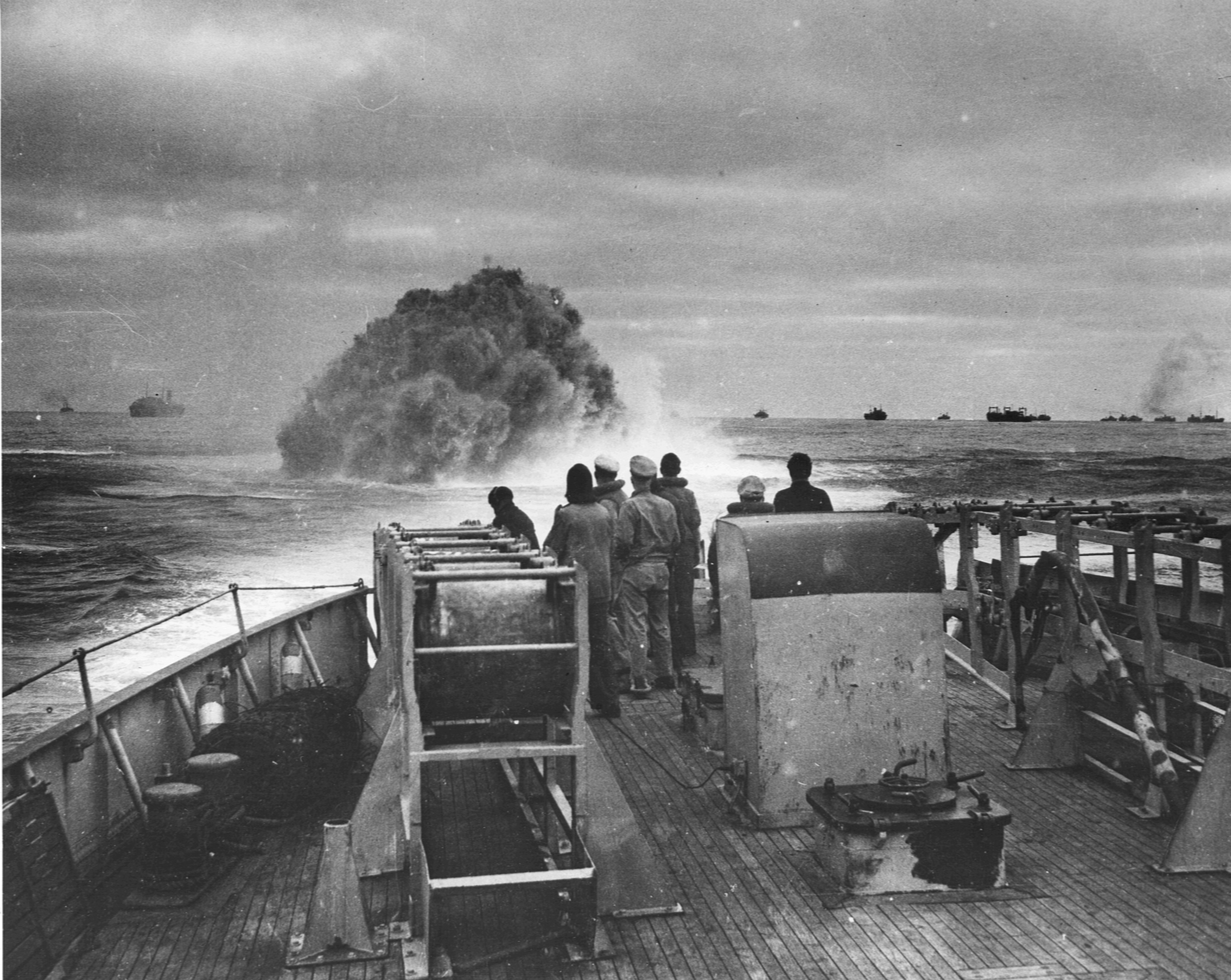
Эскортные суда, вооружённые глубинными бомбами, подобными потопившему подлодку U-175 на этом снимке, являлись наиболее распространённым средством противолодочной обороны в первой половине XX века

Противолодочная оборона (ПЛО), или борьба с подводными лодками — боевые действия и специальные мероприятия, осуществляемые флотом для поиска и уничтожения подводных лодок противника с целью пресечения их атак на корабли, суда и береговые объекты, а также блокированию ведения ими разведки и постановки мин. ПЛО осуществляется как кораблями флота и их палубной авиацией, так и береговыми силами, прежде всего морской авиацией берегового базирования. Противолодочная оборона включает в себя действия по защите мест базирования флота и защиту соединений боевых кораблей, конвоев и десантных сил.
Состоит из нескольких этапов:
- Обнаружение подводной лодки. Чтобы противолодочные силы могли сблизиться и атаковать, установленный контакт нужно поддерживать до их подхода. Из-за невысокой надежности всех методов поддержания контакта, это выливается в отдельную задачу.
- Слежение за подводными лодками.
- Поражение подводной лодки.

## 1900—1914. Предвоенное время
Подводная лодка, которая в своём современном виде появилась в начале XX в., совершила революцию в войне на море. Борьба с подводными лодками противника стала одной из важнейших задач военного флота любой морской державы.
Первой лодкой современного типа считается подводная лодка USS Holland (SS-1), принятая на вооружение ВМС США в 1900 г. У «Холланда» двигатель внутреннего сгорания впервые сочетался с электродвигателем, который питался от аккумуляторов и предназначался для подводного хода. (В свою очередь дизельный двигатель «Холланда» приводил в действие электрогенератор, питающий аккумуляторы и тяговые электромоторы, когда корабль шёл надводным ходом, или только аккумуляторы, когда корабль был в надводном дрейфе.)
В годы перед началом Первой мировой войны подлодки, подобные «Холланду», были приняты на вооружение всеми ведущими морскими державами. На них возлагались две задачи:
- береговая оборона, минные постановки, срыв морской блокады побережья превосходящими силами противника;
- взаимодействие с надводными силами флота. Одной из предполагаемых тактик такого взаимодействия было заманивание линейных сил противника на позиции стоящих в засаде подлодок.

## 1914—1918.Первая мировая война
Ни одна из двух задач, поставленных перед подводными лодками (срыв блокады и взаимодействие с надводными силами), в Первую мировую войну не была выполнена. Ближняя блокада уступила место дальней, которая оказалась не менее эффективной, а взаимодействие подводных лодок с надводными силами было трудноосуществимо из-за малой скорости подлодок и отсутствия применимых на подлодках средств связи.
Тем не менее, подводные лодки стали серьёзной силой, прекрасно проявив себя в качестве подводных рейдеров. Особенно большой резонанс имел бой 22 сентября 1914 года, когда подлодка U-9 в течение часа потопила три английских броненосных крейсера.
Германия вступила в войну, имея всего 24 подводные лодки. В начале 1915 года она объявила британскому транспортному судоходству войну, которая в феврале 1917 года превратилась в тотальную, известную как неограниченная подводная война. В течение года потери Антанты в транспортных судах составили 5,5 млн т, что значительно превышало введённый в строй тоннаж.
Англичане быстро нашли эффективное средство против подводной угрозы. Они ввели для торговых перевозок систему конвоев. Конвоирование караванов транспортных судов сильно затрудняло их поиск в океане, так как обнаружить группу судов не легче, чем одиночное судно. Корабли эскорта, не имея сколько-нибудь эффективного противолодочного оружия, тем не менее заставляли подводную лодку немедленно погружаться после атаки. Так как подводная скорость и дальность плавания лодки были значительно меньше, чем у транспортного судна, оставшиеся на плаву суда уходили от опасности своим ходом.
Подводные лодки, действовавшие в Первую мировую войну, были фактически надводными кораблями с функцией погружения под воду, погружавшиеся только для проведения внезапных атак или уклонения от противолодочных сил. В подводном положении они теряли большую часть своей мобильности и дальности плавания.
В силу указанных технических ограничений подводных лодок, германские подводники выработали специальную тактику атак на конвои. Атаки проводились чаще всего ночью из надводного положения, в основном огнём бортовой артиллерии. Лодки атаковали транспортные суда, под водой уходили от кораблей эскорта, затем всплывали и снова преследовали конвой. Такая тактика, получив в годы Второй мировой войны своё дальнейшее развитие, стала называться тактикой «волчьих стай».
Эффективность подводной войны Германии против Британии объясняется тремя причинами:
- Германия первой оснастила подводный флот дизельными двигателями вместо бензиновых, — дизель значительно увеличил дальность плавания подлодок и позволил им догонять торговые суда надводным ходом.
- Германия систематически нарушала международные законы, запрещавшие атаковать торговые суда, если они не перевозили военные грузы. До 1917 года эти законы практически всегда выполнялись для судов третьих стран, однако после начала тотальной подводной войны на дно пускалось всё, что оказывалось в поле зрения германских подводников и подозревалось в выполнении рейса на Британские острова.
- Тактика эскортируемых конвоев снижала эффективность коммерческого судоходства, так как заставляла суда простаивать во время формирования конвоя. Кроме того, конвоирование отвлекало большое количество военных кораблей, нужных для других целей не менее, поэтому Великобритания не всегда последовательно следовала этой тактике.

Решающим фактором в провале неограниченной подводной войны стало вступление в войну США.

## 1918—1939. Межвоенный период
В межвоенный период подводные лодки претерпевали медленное эволюционное развитие, направленные на увеличение дальности плавания, автономности, количество торпед в полном залпе и боезапасе.
В Германии совершенствовалась тактика групповых атак, — результатом чего стала тактика «волчьих стай», главным идеологом которой стал немецкий адмирал Карл Дёниц. Эта тактика не требовала радикальных изменений в конструкции подводных лодок и потому легко могла применяться при уже имеющихся технических возможностях. Большое влияние на тактику волчьих стай оказало появление коротковолновых корабельных радиостанций, которые оказались эффективным средством связи и управления. Коротковолновое радио при помощи небольших маломощных передатчиков позволяло осуществлять загоризонтную радиосвязь и передавать сведения о замеченных конвоях на центральный командный пункт, откуда они передавались другим подлодкам, создавая возможности для массированных атак с участием десятков подлодок. После атаки лодки уходили от эскорта, днём надводным ходом обгоняли конвой, чтобы занять позицию для атаки следующей ночью. Таким образом, атаки продолжались в течение нескольких суток.
Королевский военно-морской флот Великобритании сконцентрировал свои межвоенные усилия на решение задачи первой мировой войны — защиты конвоев от одиночных лодок. В результате был разработан первый активный гидролокатор — ASDIC (Allied Submarine Detection Investigation Committee).
Использование гидроакустических локаторов, конечно, без преувеличения, было новшеством в противолодочной войне, но использование гидроакустической техники вообще как противолодочного средства новинкой в те годы не было — во время Первой мировой войны корабли эскорта уже использовали гидрофоны для обнаружения лодок в подводном положении. Лодки можно было засечь на дистанции в несколько километров, но для этого необходимо было остановиться и заглушить собственные двигатели. Недостатком шумопеленгатора была также невозможность определить расстояние до цели. Активный гидролокатор был лишён этих недостатков и вместе с глубинными бомбами давал (как считалось) прекрасное оружие против подводных лодок.
Создание гидролокатора породило в британском флоте уверенность, что он сможет эффективно противостоять германскому подводному флоту. События первых лет Второй мировой войны показали, что в том виде, в котором гидролокатор был создан в межвоенный период, он был практически бесполезен, в первую очередь потому, что не позволял определять глубину погружения вражеской субмарины для правильной установки взрывателей глубинных бомб.

## 1939—1945. Вторая мировая война
Вторая мировая война в Атлантике началась тем же, чем закончилась Первая — неограниченной подводной войной со стороны Германии. В начале войны Германия имела 57 подлодок, из них только 27 океанских (типов VIII и IX). В полной мере тактика волчьих стай стала приносить плоды, когда в строй начали вступать подлодки, заложенные перед войной.
Королевский Флот испытывал недостаток эскортных кораблей, который с 1940 года усугублялся необходимостью держать флот в Ла-Манше для противодействия вероятному германскому вторжению на Британские острова. Поэтому зона проведения конвоев ограничивалась непосредственной близостью к Британии — не западнее 15º з. д.
Первая серьёзная подводная битва произошла в июне-октябре 1940 года, когда Великобритания потеряла 1,4 млн тонн торгового водоизмещения. 30 % потерь пришлись на суда, шедшие в составе конвоев. Это показало, что активный сонар, предназначенный для обнаружения лодок под водой, практически бесполезен, когда лодка атакует ночью из надводного положения.
В 1940 году Германия получила базы в Норвегии и Франции, которые наряду с быстро возрастающим количеством подводных лодок позволили в полной мере использовать тактику волчьих стай. Несмотря на участие Канады, которая с мая 1941 г. эскортировала трансатлантические конвои, потери Британского транспортного флота превышали вновь вводимый тоннаж.
Только весной 1943 года союзники смогли найти эффективные средства против новой тактики германского подводного флота. Этими средствами в частности были:
- Противолодочные патрульные самолёты (в том числе летающие лодки), оснащённых радарами;
- Радиоэлектронная разведка и радиоперехват в диапазонах КВ и УКВ;
- Новые средства обнаружения и уничтожения лодок (радары, детектор магнитных аномалий, гидроакустические буи, самонаводящиеся авиаторпеды Mk 24, корабельные КВ-антенны);
- Взлом шифров Кригсмарине.

Среди всех этих факторов наиболее существенным оказался противолодочный самолёт с радарным вооружением.
Слабость подводных лодок того времени состояла в том, что они большую часть времени на марше находились на поверхности и чаще всего атаковали противника из надводного положения, — в надводном положении подлодка легко обнаруживалась радаром (особенно с воздуха).
Дальние бомбардировщики, спешно переоборудованные в противолодочные самолёты и часами патрулировавшие над океаном, могли засечь всплывшую подводную лодку с расстояния 20-30 морских миль. Большая дальность полёта позволила охватить противолодочным патрулированием большую часть Атлантики. Невозможность для подлодки находиться на поверхности вблизи конвоя в корне подрывала тактику волчьих стай. Подлодки были вынуждены уходить под воду, теряя мобильность и связь с координирующим центром.
Противолодочное патрулирование осуществляли вооружённые радарами бомбардировщики B-24 «Либерейтор», базировавшиеся на Ньюфаундленде, в Исландии и Сев. Ирландии.
Несмотря на одержанную союзными противолодочными силами победу, она далась большими усилиями. Против 240 германских лодок (максимальное количество, достигнутое в марте 1943 года) были развернуты: 875 кораблей эскорта с активными сонарами, 41 эскортный авианосец и 300 базовых патрульных самолётов. Для сравнения: в Первую мировую войну 140 германским подлодкам противостояли 200 надводных эскортных кораблей.

## 1945—1991. Холодная война

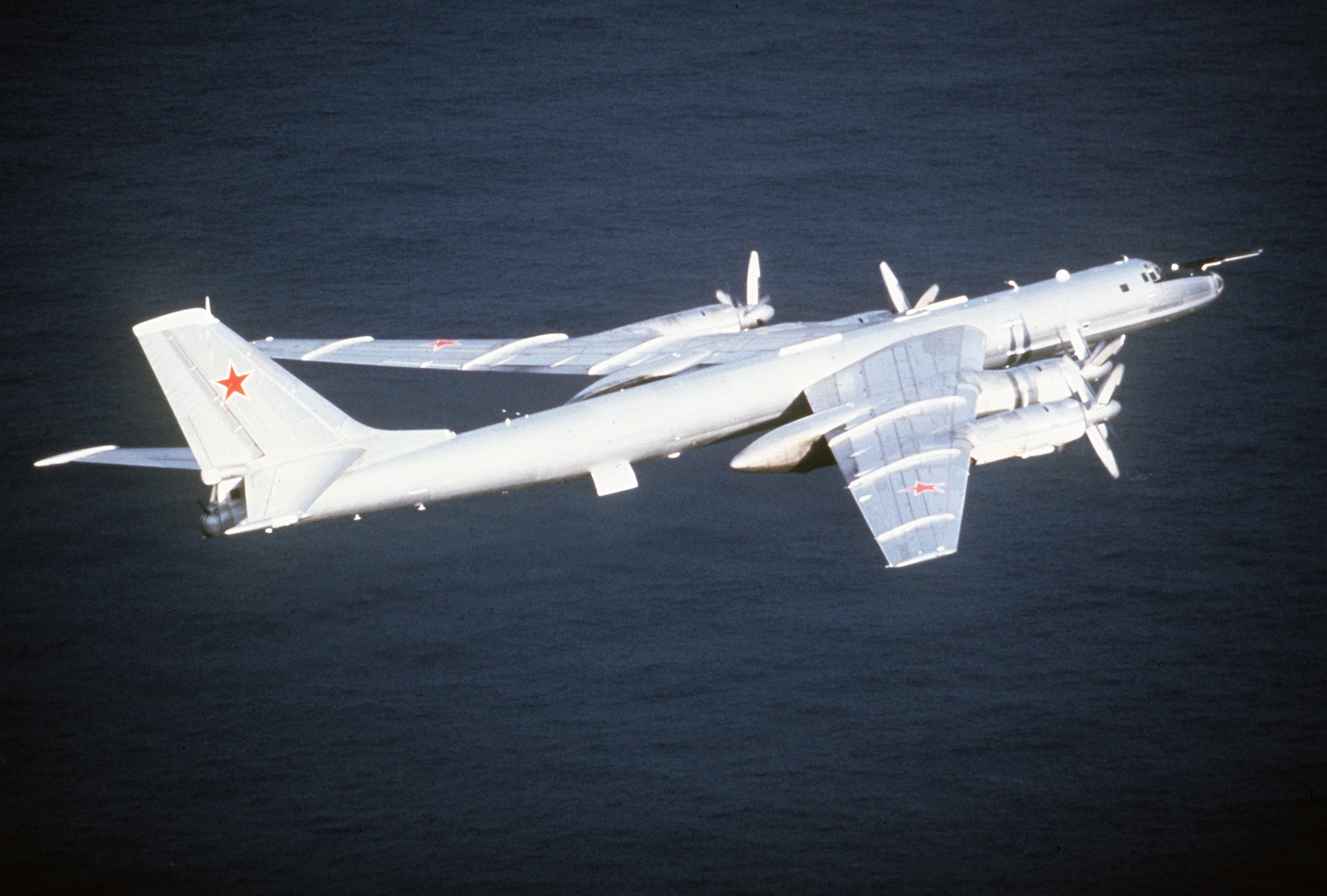
Противолодочный самолёт (ДПЛС) Ту-142

По окончании Второй мировой войны битва с германским подводным флотом быстро перешла в подводное противостояние бывших союзников — СССР и США. В этом противостоянии можно выделить 4 стадии по типам подводных лодок, которые представляли собой наибольшую угрозу:
- Модификации германской дизель-электрической лодки типа XXI;
- Атомные подводные лодки первого поколения;
- Быстроходные глубоководные подводные лодки;
- Малошумные подводные лодки.

Для СССР и США эти этапы были смещены во времени, так как СССР ликвидировал качественное отставание в подводных морских вооружениях только в 1970-х.
Немаловажны были и другие факторы, влиявшие на соотношение сил между подводными лодками и противолодочными силами:
- Ядерное оружие;
- Крылатые и баллистические ракеты подводного базирования;
- Противокорабельные ракеты с ядерными и неядерными боевыми частями;
- Ядерные межконтинентальные ракеты.

### 1945—1950. Германские лодки типа XXI

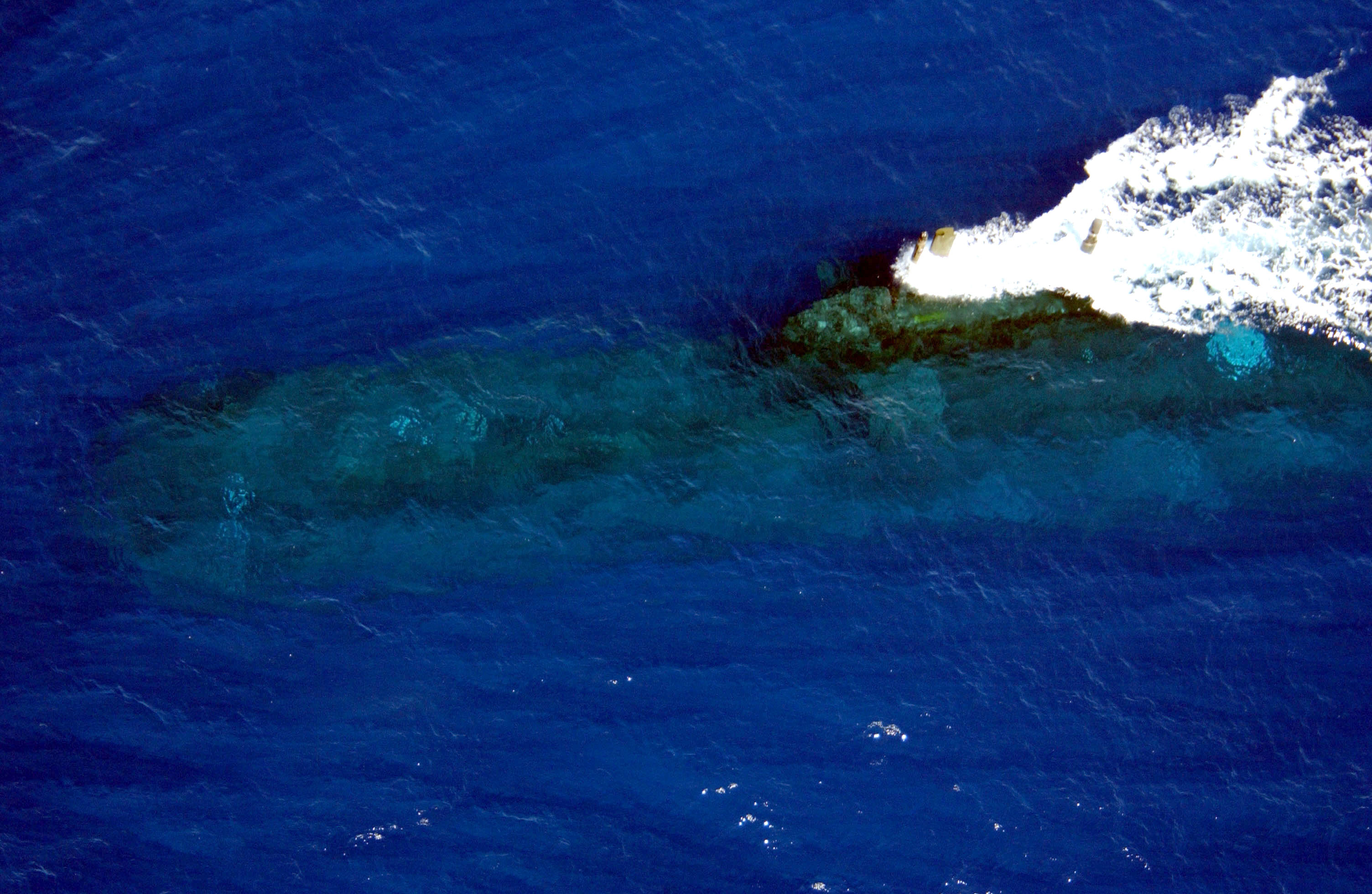
Совремённая лодка SSK-78 «Рэнкин» ВМФ Австралии на перископной глубине под РДП

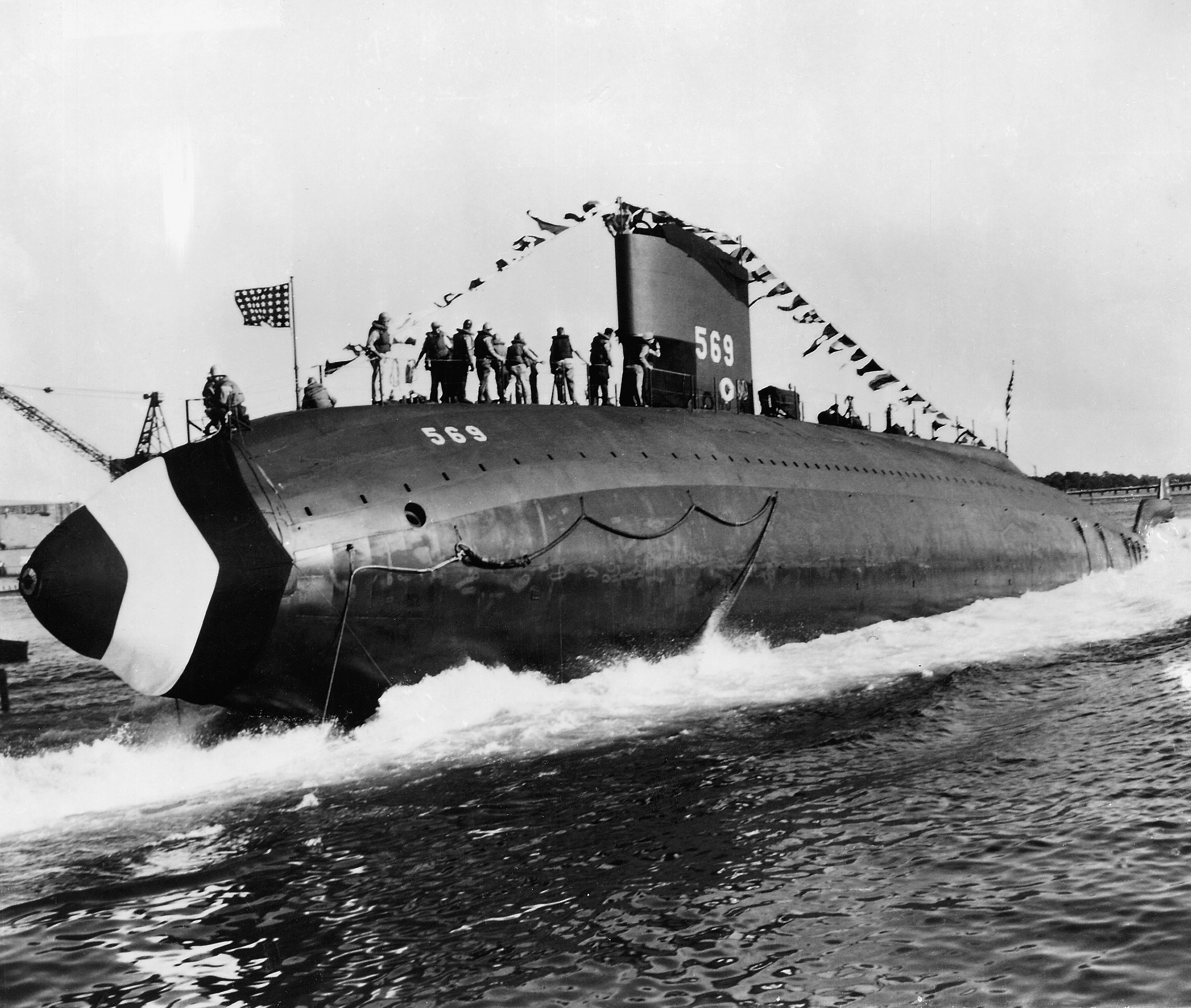
AGSS-569 «Альбакор», первая подводная лодка с оптимизированным для подводного плавания корпусом

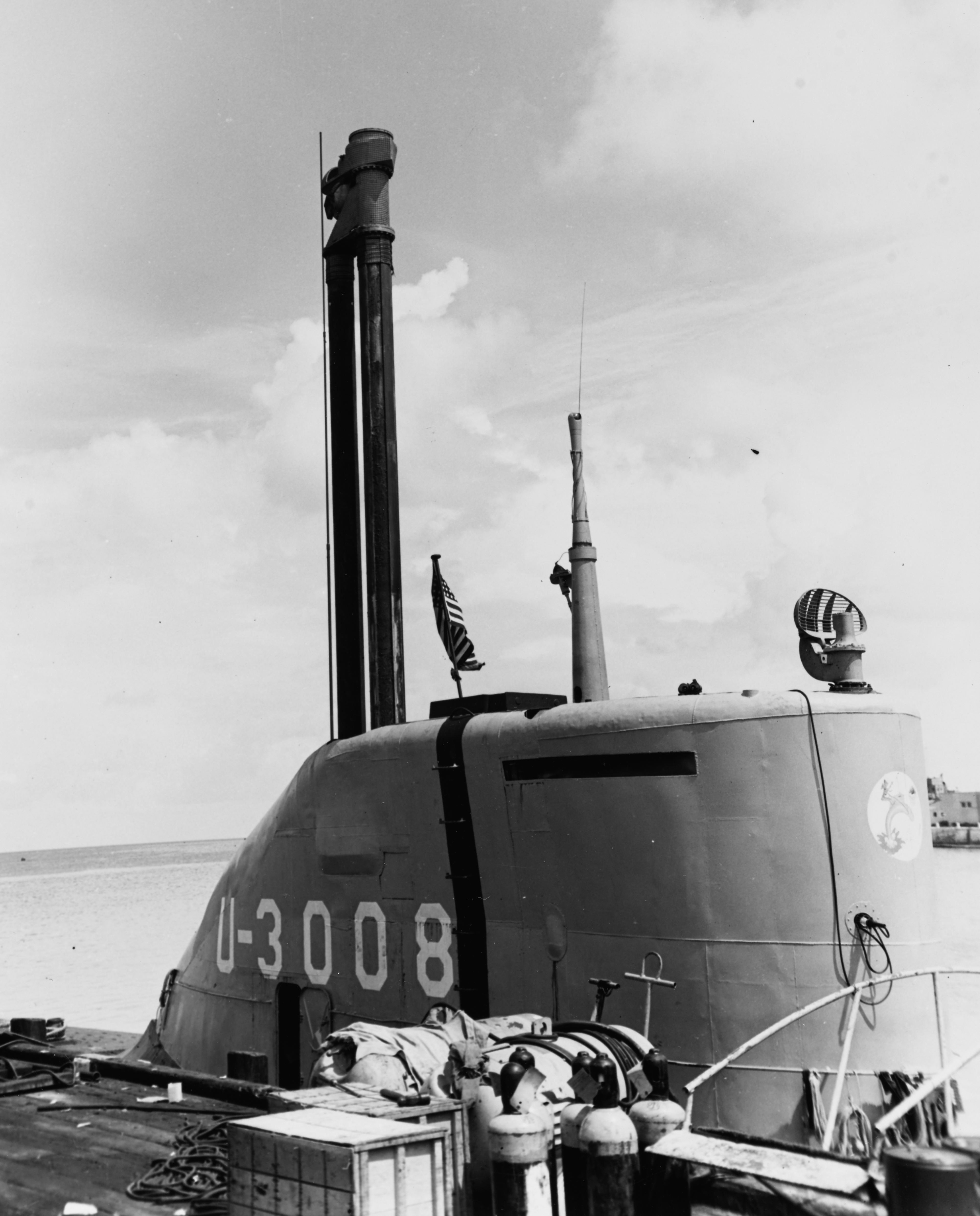
Шноркель на подводной лодке U-3008

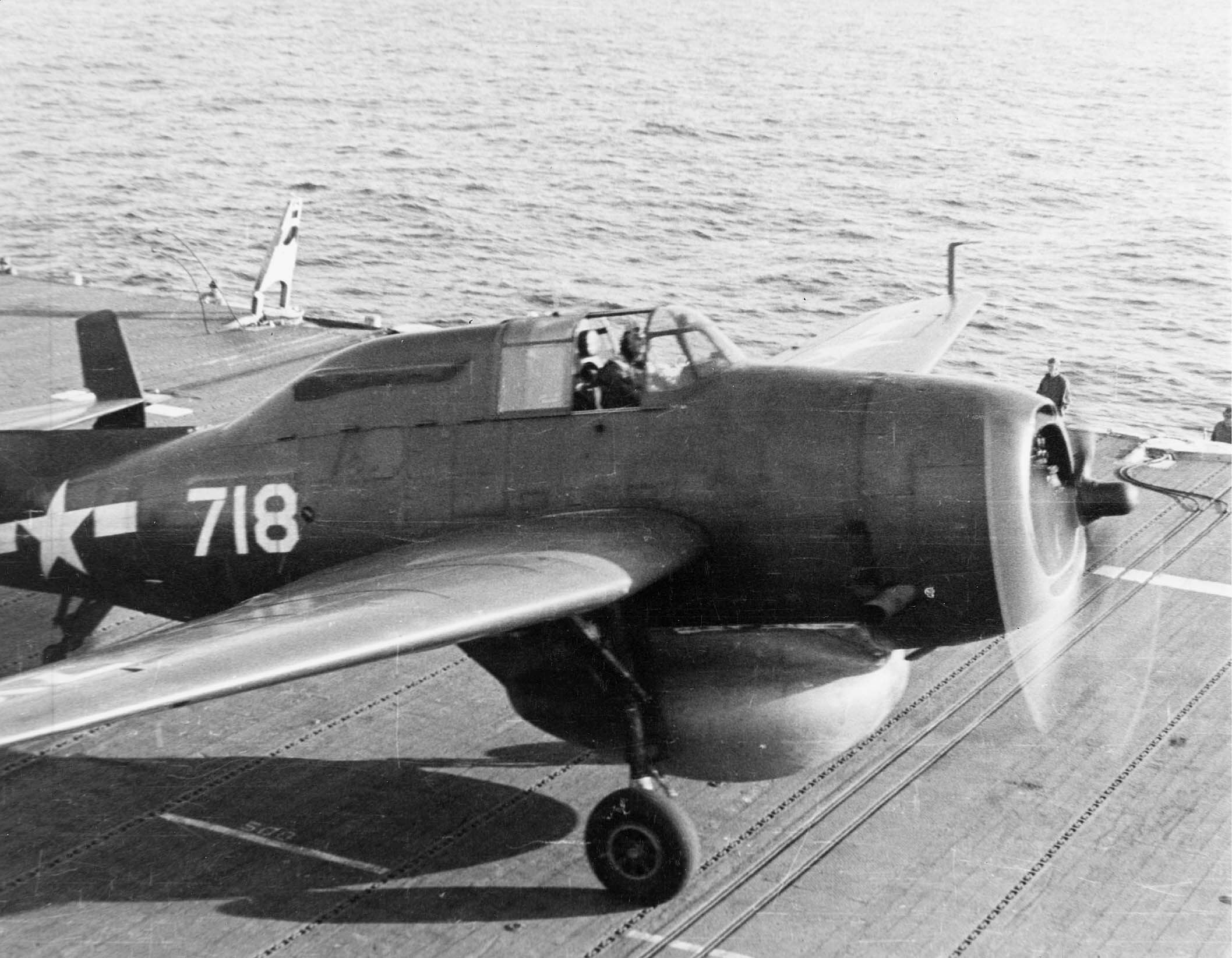
Радар AN/SPS-20, смонтированный под фюзеляжем самолёта TBM-3

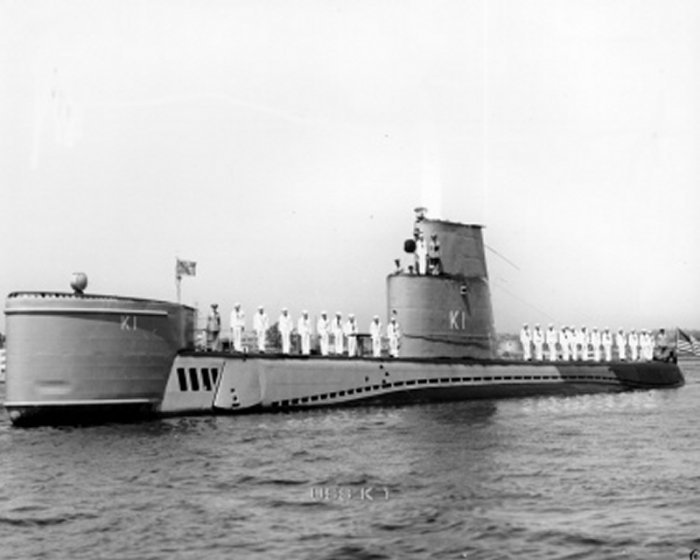
SSK-1 «Барракуда», первая противолодочная субмарина. В носовой части смонтирован большой акустический массив BQR-4

В конце Второй мировой войны Германия выпустила новый тип субмарины, — подлодки, известные как «тип XXI», имели три конструктивных новшества, направленные на радикальное изменение тактики субмарин в сторону подводных действий. Этими новшествами были:
- аккумуляторы повышенной ёмкости;
- форма корпуса, увеличивающая подводную скорость;
- шноркель (устройство РДП), позволявший дизелям работать на перископной глубине.

Лодки типа XXI уничтожали эффективность всех элементов противолодочных средств союзников. Шноркель возвращал подлодкам мобильность, давая возможность передвигаться на большие расстояния, используя дизель, и следовательно с достаточно высокой крейсерской скоростью, и при этом оставаясь незаметными для радаров. Обтекаемый корпус и большая ёмкость аккумуляторов позволяли полностью погружённой подводной лодке плыть быстрее и дальше, отрываясь от противолодочных сил в случае обнаружения. Применение пакетной радиопередачи сводило на нет возможности электронной разведки.
После Второй мировой войны флот подлодок типа XXI достался СССР, США и Великобритании. Началось изучение и развитие созданных Германией подводных технологий. Очень скоро и в СССР и в США поняли, что достаточно большое количество лодок, построенный по технологии «типа XXI», сведут на нет построенную в годы Второй мировой войны систему противолодочной обороны.
В качестве ответа на угрозу со стороны лодок типа XXI были предложено две меры:
- Повышение чувствительности радаров с целью обнаружения поднимающейся над водой верхней части РДП либо самой подводной лодки на перископной глубине;
- Создание чувствительных акустических массивов, способных на большом расстоянии обнаружить лодку, идущую под РДП;
- Вооружение противолодочными средствами на подводных лодок.

К 1950-м году американский радар воздушного базирования APS-20 достиг дальности 15—20 миль для обнаружения подводной лодки по шноркелю. Однако эта дальность не учитывала возможностей маскировки шноркеля. В частности придание верхней части шноркеля ребристой многогранной формы по типу современных технологий «стелс».
Более радикальной мерой для обнаружения подводных лодок было использование средств пассивной акустики. В 1948 году М. Эвинг и Дж. Ламар опубликовали данные о наличии в океане глубоководного звукопроводящего канала (канал SOFAR, SOund Fixing And Ranging), который концентрировал в себе все акустические сигналы и позволял им распространяться практически без затухания на расстояния порядка тысяч морских миль.
В 1950 году в США была начата разработка системы SOSUS (SOund SUrveillance System), которая представляла собой сеть расположенных на дне гидрофонных массивов, позволявших прослушивать шумы подводных лодок с использованием канала SOFAR.
В это же время в США по проекту «Кайо» (1949 год) начались разработки противолодочных подводных лодок. К 1952 году были построены три таких субмарины: SSK-1, SSK-2 и SSK-3. Их ключевым элементом стал большой низкочастотный гидроакустический массив BQR-4, смонтированный в носовой части каждой подлодки. Во время испытаний удавалось по кавитационным шумам засечь лодку, идущую под РДП, на расстоянии около 30 миль.

### 1950—1960. Первыеатомные подводные лодкии ядерное оружие
В 1949 году СССР провёл первое испытание собственной атомной бомбы. С этого момента оба главных соперника по холодной войне обладали ядерным оружием. В том же 1949 году в США началась программа по разработке подводной лодки с атомным энергоблоком.
Атомная революция в морском деле — появление атомного оружия и атомных подводных лодок — поставила перед противолодочной обороной новые задачи. Поскольку подводная лодка в силу своей скрытности является прекрасной платформой для размещения ядерного оружия, проблема противолодочной обороны стала частью более общей проблемы — защиты от ядерного удара. А атомная подводная лодка к этому добавляет свою способность совершать боевые походы будучи только в подводном положении.
В конце 1940-х — начале 1950-х годов и в СССР, и в США предпринимаются попытки разместить на подводных лодках ядерное оружие. В 1947 году ВМФ США произвёл удачный экспериментальный пуск крылатой ракеты V-1 с дизельной лодки «Каск» типа «Гато». В дальнейшем США разработали ядерную крылатую ракету «Регулус» с боевым радиусом действия 700 км. СССР в 1950-х годах проводил аналогичные эксперименты. Подлодки проекта 613 «Виски» планировалось вооружить крылатыми ракетами, а подлодки проекта 611 «Зулу» — баллистическими.
Большая автономность атомных лодок и отсутствие надобности время от времени всплывать сводили на нет всю систему ПЛО, построенную для противодействия дизельным подводным лодкам. Обладая большой подводной скоростью, атомные лодки могли уйти от торпед, рассчитанных на поражение дизельной подлодки, идущей под РДП со скоростью 8 узлов и маневрирующую в двух измерениях. Активные сонары надводных кораблей также не были рассчитаны на такие скорости объекта наблюдения.
Однако у атомных лодок первого поколения был один существенный недостаток — они были слишком шумными. В отличие от дизельных подлодок, АПЛ не может произвольно заглушить двигатель, поэтому различные механические устройства (насосы охлаждения реактора, редукторы) работают постоянно и постоянно издают сильный шум в низкочастотном диапазоне.
Концепция борьбы с атомными лодками первого поколения включала:
- Создание глобальной системы наблюдения за подводной обстановкой в низкочастотном диапазоне спектра для определения примерных координат подводной лодки;
- Создание дальнего противолодочного патрульного самолёта для поиска атомных субмарин в указанном районе; переход от радиолокационных методов поиска подводных лодок к использованию гидроакустических буёв;
- Создание малошумных противолодочных субмарин.

#### Система SOSUS
Система SOSUS (SOund SUrveillance System) создавалась для предупреждения о приближении советских атомных лодок к побережью США. Первый тестовый массив гидрофонов был установлен в 1951 году на Багамских островах. К 1958 году приёмные станции были установлены по всему восточному и западному побережью США и на Гавайских островах. В 1959 году массивы были установлены на о. Ньюфаундленд.
Массивы SOSUS состояли из гидрофонов и подводных кабелей, расположенных внутри глубоководного акустического канала. Кабели выходили на берег к военно-морским станциям, где сигналы принимались и обрабатывались. Для сопоставления информации, полученной со станций и из других источников (например, радиопеленгации), создавались специальные центры.
Акустические массивы представляли собой линейные антенны длиной около 300 м, состоявшие из множества гидрофонов. Такая длина антенн обеспечивала приём сигналов всех частот, характерных для подводных лодок. Принятый сигнал подвергался спектральному анализу для выявления дискретных частот, характерных для различных механических устройств.
В тех районах, где установка стационарных массивов была затруднительна, предполагалось создавать противолодочные заслоны с использованием подводных лодок, оснащённых пассивными гидроакустическими антеннами. Вначале это были подлодки типа SSK, затем — первые малошумящие атомные лодки типа «Трешер/Пермит». Заслоны предполагалось установить в местах выхода советских подводных лодок из баз в Мурманске, Владивостоке и Петропавловске-Камчатском. Эти планы, однако, не были реализованы, так как требовали строительства в мирное время слишком большого количества подводных лодок, к тому же подводные лодки таких противолодочных заслонов вблизи баз советского подводного флота сами попадали под удар советских сил ПЛО.

#### Многоцелевые подводные лодки
В 1959 году в США появилась первая подводная лодка нового класса, который сейчас принято называть «многоцелевыми атомными подводными лодками». Характерными чертами нового класса являлись:
- Атомная силовая установка;
- Специальные меры по снижению шумности;
- Противолодочные возможности, включая мощный пассивный гидролокатор и противолодочное вооружение.

Эта подлодка, получившая название «Трешер», стала образцом, по которому строились все последующие многоцелевые АПЛ ВМС США. Ключевым элементом многоцелевой подводной лодки является малошумность, которая достигается путём изоляции всех шумящих механизмов от корпуса подводной лодки. Все механизмы подводной лодки устанавливаются на амортизированных платформах, которые уменьшают амплитуду колебаний, передающихся корпусу и, следовательно, громкость звука, проникающего в водную среду.
«Трешер» был оснащён пассивным гидроакустическим массивом BQR-7, решётка которого располагалась поверх сферической поверхности активного сонара BQS-6, и вместе они представляли собой первую интегральную гидроакустическую станцию BQQ-1. Впоследствии по пути снижения шумности пошли и конструкторы ПЛАРБ, так как это затрудняет противнику противолодочную борьбу против них.

#### Противолодочные торпеды
Отдельной проблемой стали противолодочные торпеды, способные поражать АПЛ. Все прежние торпеды были рассчитаны на дизельные подлодки, идущие с небольшой скоростью под РДП и маневрирующие в двух измерениях. В общем случае скорость торпеды должна в 1,5 раза превышать скорость цели, иначе подлодка при помощи соответствующего манёвра может уклониться от торпеды.
Первая американская самонаводящаяся торпеда подводного базирования Mk 27-4, принятая на вооружение в 1949 году, имела скорость 16 узлов и была эффективна, если скорость цели не превышала 10 узлов. В 1956 г. появилась 26-узловая Mk 37. Однако атомные лодки обладали скоростью 25-30 узлов, и это требовало 45-узловых торпед, которые появились только в 1978 году (Mk 48). К тому же Mk 37 имела опасный конструктивный изъян, — её электробатарея могла воспламениться, что, по одной из версий, привело к гибели атомной подводной лодки USS Scorpion (SSN-589). Поэтому в 1950-е годы практиковались только два способа борьбы с атомными лодками используя торпеды:
- Оснащать противолодочные торпеды ядерными боевыми частями;
- Пользуясь скрытностью противолодочных субмарин выбирать такую позицию для атаки, чтобы минимизировать вероятность уклонения цели от торпеды.

#### Патрульная авиация и гидроакустические буи
Основным средством пассивной гидроакустики авиационного базирования стали гидроакустические буи. Начало практического использования буёв приходится на первые годы Второй мировой войны. Это были сбрасываемые с надводных кораблей устройства, которые предупреждали конвой о подводных лодках, приближающихся сзади. Буй содержал гидрофон, улавливающий шумы подводной лодки и радиопередатчик, который транслировал сигнал на корабль или самолёт-носитель.
Первые буи могли обнаруживать присутствие подводной цели и классифицировать её, но не могли запеленговать субмарину.
С появлением глобальной системы SOSUS остро возникла необходимость определения координат атомной лодки, находящейся в указанном районе мирового океана. Оперативно сделать это могла только противолодочная авиация. Так гидроакустические буи заменили радар в качестве основного средства противолодочной разведки и слежения патрульных самолётов.
Одним из первых гидроакустических буёв был SSQ-23. который представлял собой поплавок в виде вытянутого цилиндра, из которого на кабеле на определённую глубину спускался гидрофон, слушающий акустический сигнал.
Существовало несколько типов буёв, отличавшихся алгоритмами обработки акустической информации. Алгоритм Jezebel позволял обнаружить и классифицировать цель путём спектрального анализов шумов, но не пеленговал цель и не определял расстояние до неё. Алгоритм Codar обрабатывал сигналы от пары буёв и по временным задержкам и пеленгам сигнала вычислял координаты источника. Алгоритм Julie обрабатывал сигналы подобно алгоритму Codar, однако был основан на активной гидролокации, где в качестве источника гидроакустического сигнала использовались взрывы небольших глубинных зарядов.
Обнаружив при помощи буя системы Jezebel присутствие подводной лодки в заданном районе, патрульный самолёт выставлял сеть из нескольких пар буёв системы Julie и взрывал глубинный минизаряд, эхо которого фиксировалось буями. После локализации лодки акустическими методами, противолодочный самолёт использовал магнитный детектор для уточнения координат, а затем пускал самонаводящуюся торпеду.
Слабым звеном в этой цепочке была локализация. Дальность обнаружения с применением широкополосных алгоритмов Codar и Julie была значительно меньше, чем у узкополосного алгоритма Jezebel. Очень часто буи систем Codar и Julie не могли обнаружить лодку, засечённую буём Jezebel.